# Depressaria albipunctella
Depressaria albipunctella — вид лускокрилих комах родини плоских молей (Depressariidae).

## Поширення
Вид поширений в Європі та Північній Африці (Лівія). Присутній у фауні України.

## Опис
Розмах крил 19-22 мм.

## Спосіб життя
Імаго літають з серпня по листопад, а після зимівля у березні-травні. Личинки живляться листям Daucus, Conium, Torilis, Anthriscus, Chaerophyllum, Pimpinella і Seseli. Гусениця живе у шовковому гнізді.